# رانكو مارينكوفيتش
رانكو مارينكوفيتش (بالكرواتية: Ranko Marinković)‏ (22 فبراير 1913 - 28 يناير 2001 في زغرب)؛ كاتب مسرحي، وكاتب، وروائي من كرواتيا.

## روابط خارجية
- رانكو مارينكوفيتش على موقع IMDb (الإنجليزية)
- رانكو مارينكوفيتش على موقع الموسوعة البريطانية (الإنجليزية)
- رانكو مارينكوفيتش على موقع قاعدة بيانات الفيلم (الإنجليزية)